# 生態運動

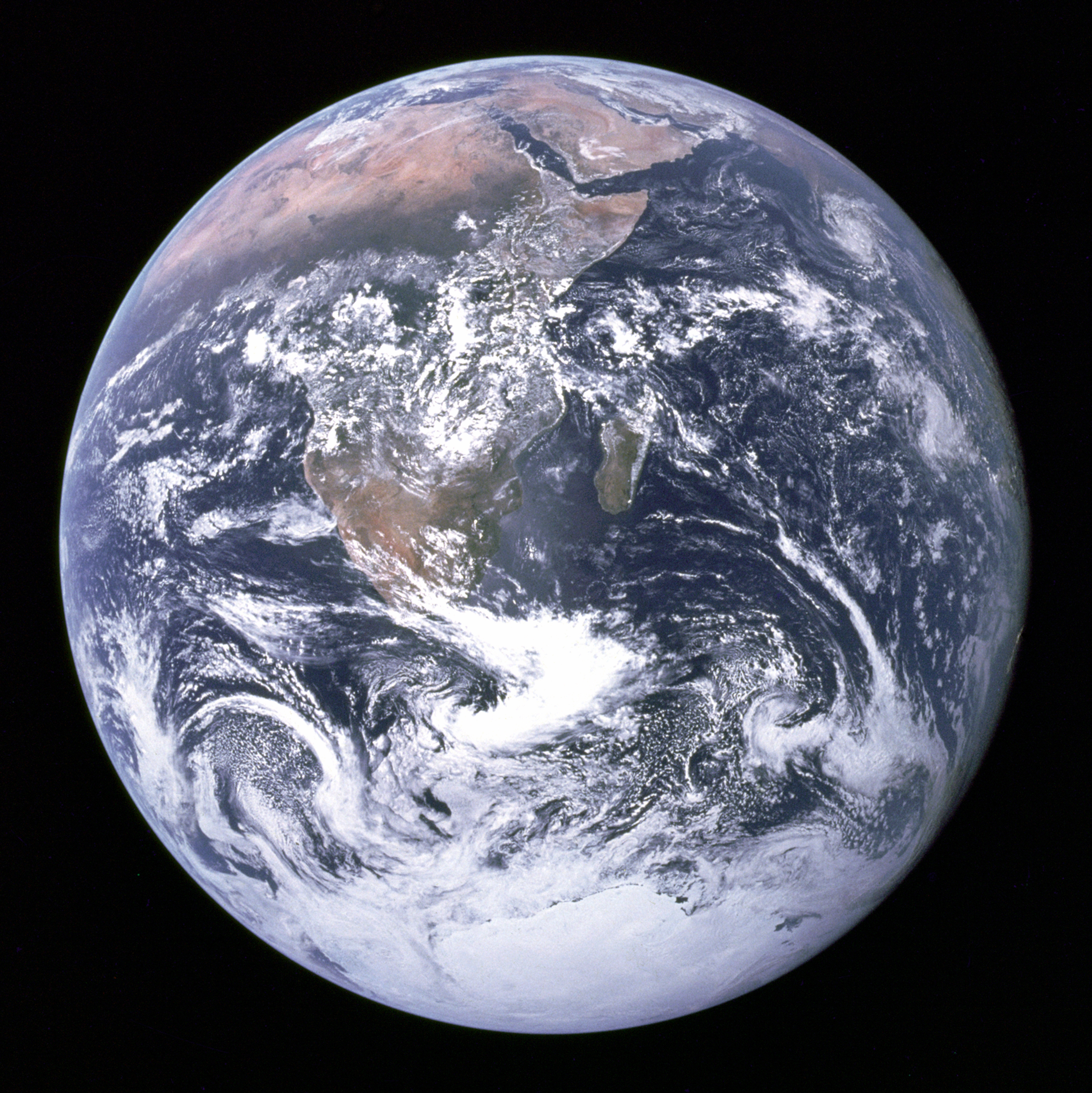
阿波羅17號所拍攝的地球。

全球生態運動（Ecology movement）的基礎是環境保護，是1960年代末期興起的新社會運動之一。生態運動為一個由價值所驅動的社會運動，應與原有的生態學有所區別。

## 背景
世人對地球生態危機的廣泛承認，促進了生態運動的發展。 同時，生態活動也喚起了民眾意識。從20世紀初興起的保育運動，到1960年代對化學殺蟲劑的關注，孵育了生態運動與瑞秋·卡森的著作《寂靜的春天》。1960年代和70年代對核武和核動力的關注，之後1980年代的酸雨問題，還有1990年代臭氧層破洞和森林開伐，以及現在的氣候變化和全球暖化等議題，是許多人所關注的焦點。除了上述這些與物種滅絕等更大的全球議題，生態運動同時還包含了保護環境的所有團體。
生態運動發展並衍生出各種變化，像是政治領域中的綠黨。綠色和平等組織更為激進，對於環境破壞採取直接行動。生態運動對於人、行為、事件的觀點圍繞在蘊含生態學與自然的政治思想和生活形式。

## 當今的表現形式
最晚從1992年里約熱內盧地球高峰會開始，永續發展和可持續性等議題逐漸浮上檯面，部份取代了舊有以生態為導向的思想。這些議題與1990年代末期興起的反全球化可視為生態運動的後續行動（參見里約環境與發展宣言）。此外，有許多個人與團體逐漸採取政治遊說和科學手段，而放棄直接行動。
雖然綠黨根源自生態運動，但他們並不相同。相對於生態議題與事件，綠色政治更重視社會正義。今日的生態運動更為強調道德、更具對抗性，更為嚴厲的立場（如綠色和平）。部份非政府組織則更為激進，如地球優先！、地球行動（Earth Action）、海洋守護者協會等，他們支持預防原則（Precautionary Principle）和生物安全（Biosafety）、生物防護（Biosecurity）和生物多樣性等強力的預防措施。這些團體通常具有直接行動的思想。

### 激進派
生態運動的激進派反對並非法破壞或摧毀一些他們認為是「地球強暴犯」（Earth rapist）的活動的基礎建設資產。像是無政府高爾夫協會（Anarchist Golfing Association）和地球解放陣線有時被指控為恐怖主義。即使沒有人或動物受到直接傷害，但他們已讓許多國家蒙受龐大的經濟損失。他們的行動包括對賓州伊利的美國林業局（Forest Service）設備投擲燃燒彈。只有極少數生態運動人士能接受以非法手段造成身體傷害，以達到他們的目標 - 他們沒有組織，並且幾乎被所有生態運動成員所排斥。一些人將財產損害和身體傷害在道德面上視為相同，不去區分之間的差異，例如，美國聯邦調查局將地球解放陣線視為「恐怖組織」（而美國國防部則沒有）。

## 外部連結
- 中的“生態運動”
- 深層生態基金 （页面存档备份，存于） - 任務聲明
- EnviroLink Network （页面存档备份，存于） - 環境新聞與資訊的非營利交換網站